# محوطه سرجوقه
محوطه سرجوقه مربوط به عصر آهن است و در شهرستان چرداول، بخش شیروان، ۱/۵کیلومتری غرب روستای قاضی خان علیا واقع شده و این اثر در تاریخ ۷ اسفند ۱۳۸۶ با شمارهٔ ثبت ۲۱۲۷۲ به‌عنوان یکی از آثار ملی ایران به ثبت رسیده است.